# Вилья Гонсалес, Рикардо
Рикардо Вилья Гонсалес (исп. Ricardo Villa González; 23 октября 1873, Мадрид — 10 апреля 1935, там же) — испанский скрипач, композитор и дирижёр.

## Биография
Сын скрипача, получил первые уроки у своего отца. Затем окончил Мадридскую консерваторию по классам скрипки Хесуса де Монастерио и композиции Эмилио Серрано. С 1890 года играл на скрипке в одном из мадридских театров. С 1898 года первая скрипка в оркестре Королевского театра Мадрида, с 1905 года — дирижёр этого оркестра. В 1899 года были представлены первые сочинения Вильи — симфония «Песни Сеговии» (исп. Cantos segovianos) и Торжественный марш в честь Альфонса XIII; несколько позднее появилась Астурийская рапсодия для скрипки с оркестром, написанная для Пабло Сарасате (высоко оценившего пьесу) и изданная в 1906 года лейпцигским издательством Юлия Циммермана.
В 1909 году Вилья возглавил новосозданный Муниципальный симфонический духовой оркестр Мадрида и руководил им до конца жизни. В репертуар оркестра вошли многочисленные переложения произведений мировой классики нового и новейшего времени, выполненные Вильей, — в том числе сочинения Мусоргского, Вагнера, Равеля, Отторино Респиги. Кроме того, в творческом наследии Вильи четыре сарсуэлы: «Раймонд Луллий» (исп. Raimundo Lulio; 1902), «Эль Кристо де ла Вега» (исп. El Cristo de la Vega; 1915), «Гитара любви» (исп. La Guitarra del amor; 1916) и «Патио Мониподио» (исп. El Patio de Monipodio; 1919).